# Grotte de La Verna

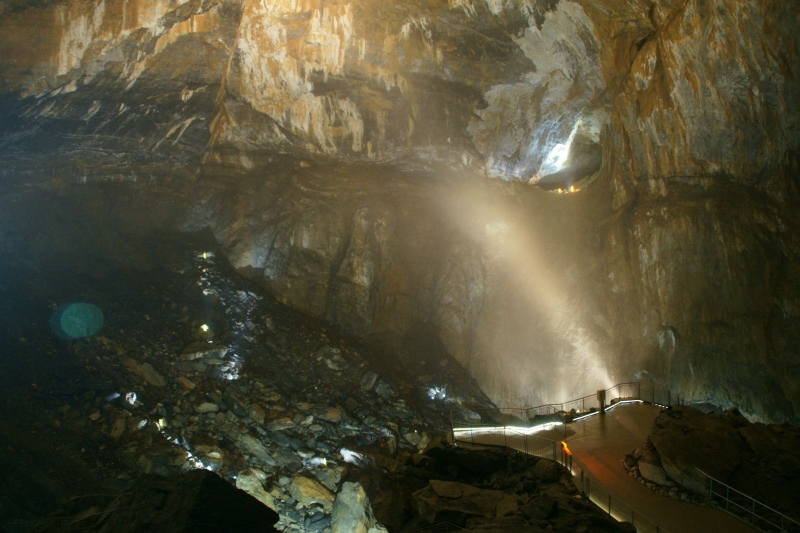
Plattform mit Blick auf den Salle de la Verna

Die Grotte de La Verna ist eine Schauhöhle in der Gemeinde Sainte-Engrâce im Département Pyrénées-Atlantiques in Frankreich. Ein 660 m langer Tunnel führt in den Salle de la Verna, der größten Halle einer Schauhöhle der Welt. Die Halle hat einen Durchmesser von 250 m, eine Höhe von 194 m, eine Fläche von 5 ha und ein Volumen von 3,6 Millionen Kubikmetern. Ein Fluss fließt aus halber Höhe der Ostwand in die Halle und versickert am unteren Ende der Halle in einen Versturz.
Die Halle wurde nach der Pfadfindergruppe Clan de la Verna benannt, die bei einem Rettungsversuch von Marcel Loubens geholfen haben. Loubens starb an den Folgen eines Sturzes während Erforschungen der Höhle im Jahre 1952.

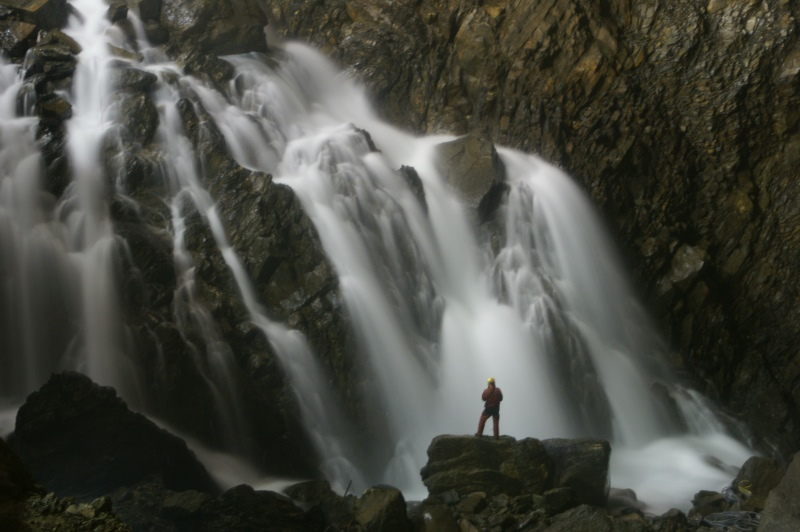
Wasserfall im Salle de la Verna

2003 wurde ein normaler 4-Personen-Heißluftballon im Salle de la Verna steigen gelassen.

## Geologie
Die Grotte de La Verna ist Teil des über 88 km langen und 1410 m tiefen Höhlensystems Gouffre de la Pierre-Saint-Martin, wozu 11 Eingänge bekannt sind. Die Forschungen an diesem und anderen Höhlensystemen im Pierre-Saint-Martin-Karstgebiet dauern an. Bisher wurden 13 unterirdische Flüsse und insgesamt 288 km an unterirdischen Passagen, Kammern und Schächten kartiert.
Der Großteil der Gouffre de la Pierre-Saint-Martin entstand durch die Auswaschung von kreidezeitlichem Kalkstein. Das Basisniveau des Hauptflusses wird durch schwer löslichen Schiefer des paläozoischen Grundgebirges gebildet. Die Salle de la Verna entstand an der Stelle, wo der unterirdische Fluss vom Schiefer auf Kalkstein aus dem Devon trifft. Im Laufe der Zeit fand der Fluss einen Weg durch den löslicheren Kalk und verließ die ursprüngliche Passage (die Galerie Aranzadi), die jetzt einen höheren Teil der Höhle bildet und trocken ist. Die Halle wurde durch den Prozess der Lösung und des Einsturzes gebildet, was vor etwa 200.000 Jahren begann. Die Diskordanz zwischen den Gesteinen des Paläozän und des Mesozoikum ist an den Wänden der Halle sichtbar.
Der durch die Halle fließende Fluss hat seinen Ursprung in den Infiltrationszonen des etwa 2000 m hohen Kalksteinplateaus und erscheint in Quellen 1500 m tiefer, im Tal von Sainte-Engrâce, an der Oberfläche.

## Fauna
In dieser mineralischen Welt lebt eine einzigartige Gemeinschaft von Tieren, die sich an die Dunkelheit von Höhlen angepasst hat. Es handelt sich um kleine wirbellose Tiere, die blind und unpigmentiert sind. Zwei der in La Verna am häufigsten gesichteten Tiere sind die Aphaenops loubensi und Aphaenops cabidochei. Um zu überleben, benötigen diese Insekten eine mit Feuchtigkeit gesättigte Umgebungsluft. Die Weibchen legen nach der Befruchtung ein einziges Ei, aus dem eine kleine Larve schlüpft. Im Gegensatz zu den Verwandten an der Oberfläche entwickelt sich die Larve direkt zu einem adulten Tier, ohne Nahrung aufnehmen zu müssen. Der Biologe Michel Cabidoche erforschte diese Tiere in den 60er-Jahren. Seit der Eröffnung von La Verna für Besucher im Jahre 2010 überwacht eine Gruppe aus Forschern des Muséum national d’histoire naturelle unter der Leitung von Arnaud Faille die Entwicklung der Tiere.

## Geschichte
- 1950–1951: Entdeckung und Erforschung des 320 m tiefen Lépineux-Schacht im Bergmassiv La Pierre Saint Martin (zu dieser Zeit der tiefste befahrene Schacht).
- 13. August 1952: Marcel Loubens starb an den Folgen eines Sturzes während Forschungsarbeiten in dieser Höhle.[12]
- 13. August 1953: Georges Lépineux, Jimmy Théodor, Daniel Eppely, Michel Letrône und Georges Ballandraux, unterteilt in zwei Gruppen, entdeckten die Salle de la Verna. Während eine Gruppe nach dem Weg suchte, folgte die zweite Gruppe und vermaß die Halle. Sie trafen im Salle de la Verna zusammen und hinterließen dort ihre Namen. Damit fanden sie die damals größte unterirdische Halle und setzten einen neuen Tiefenrekord.
- 1956–1960: Die Électricité de France (EDF) beschloss einen Tunnel zu bauen, um den unterirdischen Fluss zur Stromerzeugung zu nutzen. Die Bauzeit des Tunnels betrug vier Jahre, jedoch wurde das Projekt aus technischen Gründen aufgegeben. Höhlenforscher benutzten diesen Tunnel von nun an als Abkürzung bei Forschungsarbeiten.
- 2000: Das Unternehmen Société Hydroélectrique du Midi (SHEM) führte das Projekt zur Stromerzeugung fort.
- Januar 2006: Arbeiten am Projekt begannen. Es wurde eine Zufahrtsstraße gebaut und der Tunnel saniert. In der Höhle wurde ein Damm im Fluss errichtet, der an der Mündung des Flusses in die Salle de la Verna den Fluss etwas anstaut und so ein 200 Kubikmeter großes Wasserreservoir bildet. Über 3 km Druckrohre wurden durch die Kammer und den Tunnel, bis hin zu einem Wasserkraftwerk verlegt. Die enge Kooperation von SHEM, Höhlenforschern und den Gemeinden ermöglichte, dass La Verna für die Öffentlichkeit zugänglich gemacht werden konnte.[13]
- Juni 2007: Die Gemeinden arbeiteten als eine Syndicat intercommunal à vocation unique (SIVU) zusammen und bestätigten die Nutzung der Höhle durch die Höhlenforschervereinigung des Département Pyrénées-Atlantiques. Um dies zu ermöglichen, gründeten die Höhlenforscher ein kleines Unternehmen, welches geführte Touren anbietet.
- 1. Juli 2010: La Verna wurde als Schauhöhle eröffnet.[14] Die Höhle ist nun für alle zugänglich, auch für Menschen mit eingeschränkter Mobilität.[15]